# Музей Трипільської культури в печері «Вертеба»
Музей трипільської культури в печері «Вертеба» — музей трипільської культури, розміщений в цій печері, розташованій за 2 км на північний захід від села Більче-Золоте (Чортківський район, Тернопільська область). 
Враховуючи велику кількість археологічних знахідок і унікальність самого природного об'єкта, 5 жовтня 2004 в печері створено перший в Україні підземний музей трипільської культури, який є відділом Борщівського краєзнавчого музею (Тернопільська область, Борщів, вул. Шевченка, 9.
Відвідувачі мають змогу здійснити мандрівку підземним світом печери, познайомитися з матеріалами археологічних розкопок, оглянути діораму з трипільським посудом і кам'яними скульптурами, що зображують сцени життя трипільців у печері.

## Фонди й експозиції музею

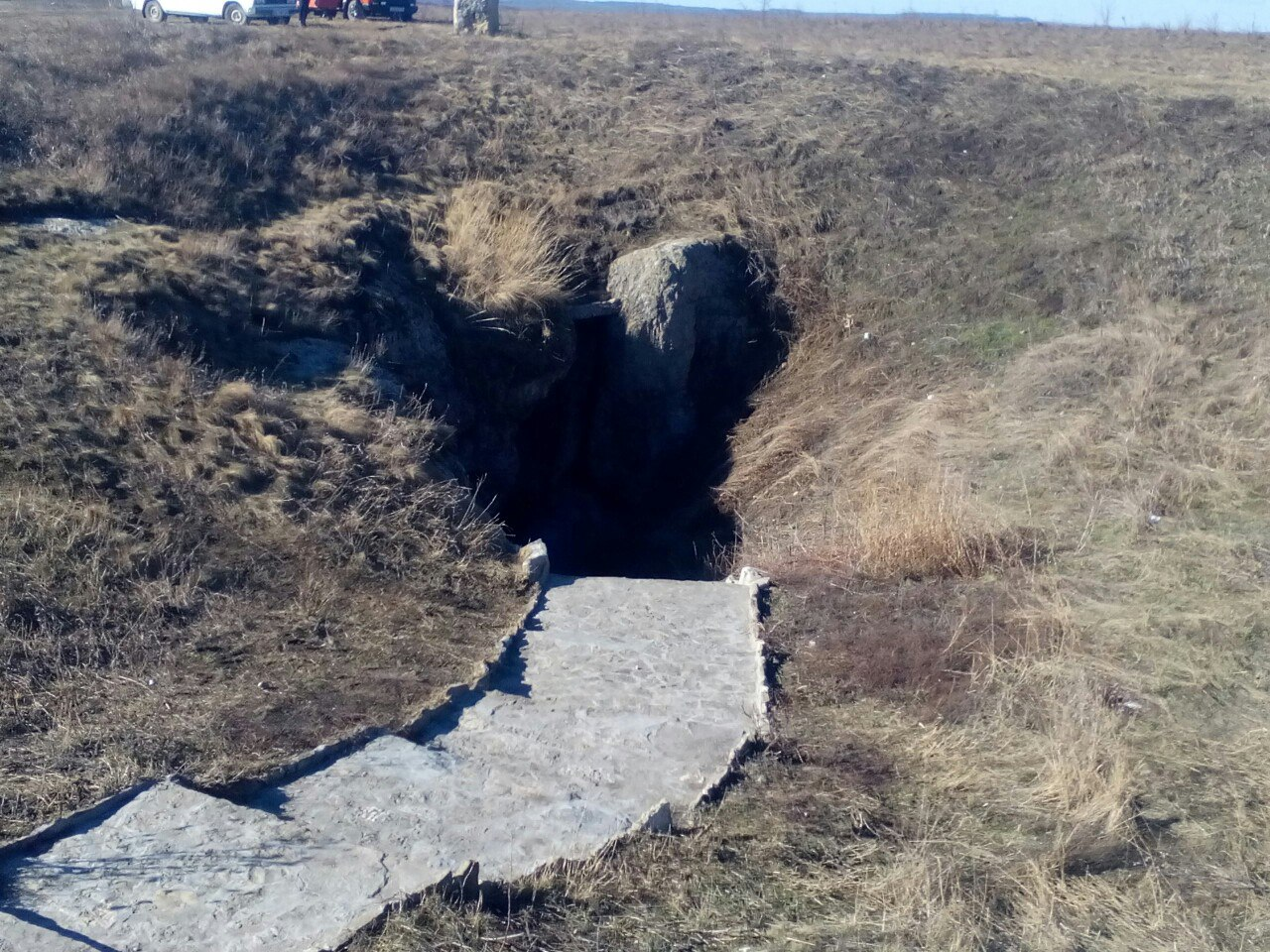
Печера Вертеба. Реконструкція стоянки древніх людей

Екскурсійний маршрут, прокладений залами та коридорами печери, має довжину 1000 метрів. Для більш підготовлених відвідувачів створений спортивний спелеомаршрут. 
У лівій частині печери, біля екскурсійного маршруту розміщена «трипільська лежанка» — місце, де древні трипільці, можливо, здійснювали ритуальні обряди або просто відпочивали. Її вимощено фраґментами мальованої трипільської кераміки, обмащено глиною і потім обпалено. 
Центральне місце експозиції займає діорама зі скульптурами, розміщена в найбільшому залі печери (зал Леона Сапеги, названий іменем дослідника печери). У глибині південно-західної частини залу розміщено скульптуру давнього трипільця, який виходить з темного ходу і несе невеликий глечик, а в лівій руці тримає смолоскип, освічуючи собі шлях. У західній частині залу сидить «давній майстер», який виготовляє кістяну мотику. Важливе значення в діорамі займає мальований трипільський керамічний посуд. Орнамент, нанесений на посуд, аналогічний зразкам розпису на кераміці, знайденій під час розкопок трипільської культури у печері Вертеба. Кераміка представлена двома біноклевидними посудинами, 5 великими зерновиками, 4 мисками, 5 середніми посудинами. 
В невеликому залі «Кают—компанія» під час Другої світової війни перебував штаб одного з загонів УПА. За спогадами місцевих жителів, після війни тут знайшли друкарську машинку та генератор. 
В правій частині печерного району «Хатки» під час війни проживали 65 євреїв, які переховувались від німців. З того часу на «Хатках» залишились кам'яні перегородки, які розділяли місця проживання окремих сімей. Планується в підземному музеї створити розділ, присвячений цим подіям.
Тут же, на «Хатках», під час поглиблення печерних ходів виявили культурний шар періоду трипільської культури. Відвідувачі мають змогу оглянути фрагменти керамічного посуду і майже цілий великий глечик. 
Продовжуючи екскурсію правою частиною печери, можна натрапити на ще один археологічний розкоп. На ньому розчищено великі керамічні фрагменти зерновика, залишки вогнища, ріг тура, частина рогу оленя, невелика чашечка і майже ціла миска. Ці знахідки пролежали в печері понад 5 тисяч років. 
У вересні 2017 року на Тернопільщині стартував Перший фестиваль трипільської культури «Вертеба».  